# Дьяблере
Дьяблере (фр. Glacier des Diablerets) — льодовик, лежить на вершині Ле-Дьяблере, що в Бернських Альпах у кантоні Вале (Швейцарія). Його площа становить близько 1 км².
| Швейцарія | Це незавершена стаття з географії Швейцарії. Ви можете допомогти проєкту, виправивши або дописавши її. |